# Ultima Cena (Moroni)
L'Ultima Cena è un dipinto olio su tela di Giovan Battista Moroni conservato presso la chiesa di Santa Maria Assunta e San Giacomo in Romano di Lombardia eseguito nel 1568-1569 e posto come pala dell'altare del  Corpus Domini..

## Storia
La storia del dipinto ha una documentazione certa, raccolta dallo storico Angelo Pinetti nel 1922.
Nella chiesa parrocchiale di Romano, vi erano presenti più congregazioni che avevano il giuspatronato ognuna di una cappella. La congregazione del Santissimo Sacramento nel 1565 decise di ridecorare la propria con nuovi affreschi e una nuova pala d'altare, per questo il 26 dicembre del medesimo anno due pittori, non vi è documentato chi fossero, fecero un sopralluogo a veder la Pictura nella Cappella. Il giorno seguente erano già stati invitati per gli affreschi Francesco Richino il quale nell'estate seguente risulta avesse riaffrescato la cappella con dipinti raffigurante soggetti eucaristici, e il Maestro Bapt[ist]a depentor di Albino.
Questo era il decennio in cui il Moroni si trovava in esilio nella sua città natale, per i diversi fatti successi a Bergamo dalle famiglie Albani/Brembati che lo coinvolsero. Ad Albino si trovò però ad avere molte commissioni che ritardarono la realizzazione del dipinto, inoltre era morto l'intagliatore della cornice che doveva contenere il lavoro Venturino Bosco, per questi motivo la consegna della pala da Bino a Romano avvenne solo quattro anni dopo, mentre l'ancona commissionata poi ad Alessandro Belli, amico del pittore, verrà ultimata solo nel 1571. La cornice e le decorazioni sono andate perdute ma è rimasta una parte della descrizione: doi colonne, la base e l'architrave di sopra. L'ancona originaria era molto elaborata: doi colonne, la bassa e l'architrave di sopra con una predella dipinta da pittore detto 00Trojlo00 con la raffiguradione si san Giacomo e san Defendente, così come descritta nella visita pastorale di san Carlo Borromeo del 1575. La pala era posta nella cappella chiusa da una cancellata che fu poi venduta e che è conservata nella santuario della Madonna della Fontana.
Il quadro risulta terminato il 26 gennaio 1569 quando il parroco della chiesa di Romano si recò ad Albino a ritirarlo perché l'artista sembra non avesse nessuna intenzione di spostarsi dal suo laboratorio per la consegna.

## Descrizione
Il Moroni viene considerato un grande ritrattista, la sua capacità di raffigurare la verità e l'intimità di pensiero dei suoi soggetti ebbe un'ottima critica, contrariamente, le sue opere di arte sacra, vennero per molto tempo considerate di qualità inferiore, il tempo e gli studi hanno portato a una nuova valutazione dei suoi dipinti.

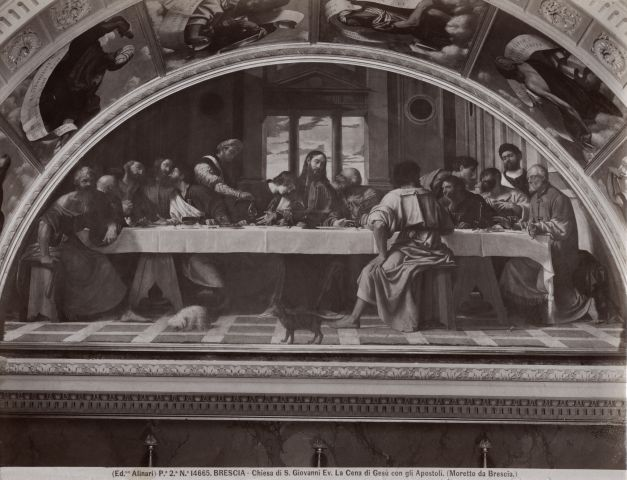
Il Moretto, Ultima cena Brescia

Aveva lavorato da allievo alla bottega di Brescia del Moretto e sicuramente aveva visto e studiato il dipinto e i disegni preparatori dell'Ultima cena che il maestro aveva realizzato sulla lunetta della cappella del Santissimo Sacramento della chiesa di San Giovanni Evangelista con il Romanino, dipinto iniziato nel 1521 ma terminato solo due decenni dopo. Il Moroni ebbe il tempo di studiarlo e di farne bozze, non fu necessario il suo ritorno a Brescia per poterlo revisionare, questo è il dipinto che maggiormente testimonia quanto furono importanti le origini bresciane dei suoi lavori e lo sviluppo che ne consegue.
Il Moroni riprende la medesima struttura scenica del Moretto, ponendo anche gli apostoli nella medesima posizione, dando però una soluzione diversa alle reazioni che ebbero i commensali dopo la rivelazione del tradimento di Giuda. Egli ci rappresenta una atmosfera riflessiva, quasi calma, contrariamente al Moretto dove la rivelazione crea confusione. Pietro, in entrambi i lavori è posto accanto al Cristo ha una espressione ringhiosa, alterata nel dipinto di Brescia, con le mani al petto nel gesto di difendersi dalle accuse, mentre il Moroni ce lo rappresenta quasi commosso, il gesto nelle mani al petto ad indicano una richiesta di comprensione e fiducia. L'immagine di Cristo, centrale alla scena e quella di Giuda posta all'estrema sinistra, sono le sole due che guardano verso l'osservatore del quadro, indicandoli in questo modo, come i principali interpreti della scena.
Viene ripreso il medesimo cielo, ma la scena è anticipata da un gradino prescenico studiato per accompagnare nello spazio della cappella il visitatore. Il personaggio che immediatamente coglie l'osservatore è posto dietro le spalle di san Giovanni addormentato. Più volte venne considerato, sbagliando, l'autoritratto del Moroni, tanto che venne usato come modello per una scultura realizzata nel 1938 e posta ad Albino. Uno studio della Gregori ha fatto luce sul personaggio: la congregazione che commissionò il dipinto era amministrata da quattro sindaci e da un ministro che venivano eletti il giorno di Pentecoste sotto la revisione del parroco che in quegli anni era don Lattanzio da Lallio, il personaggio del quadro indossa un abito talare e tiene nelle mani l'ampolla del vino e una stola, tutti questi elementi hanno portato alla conclusione che questi non è altro che un prete e quindi il Lattanzio da Lallio che tanto aveva sollecitato il dipinto facendo da tramite fra i committenti e il pittore. Sembra che fosse proprio lui a recarsi ad Albino a prendere il quadro che il pittore non consegnava, come risulta scritto Reverendo messer prete Lactantio da lallio il 25 gennaio 1569.
Per la prima volta il pittore usa nel colore l'effetto cangiante, effetto che ripeterà nella pala raffigurante lo Sposalizio mistico di santa Caterina.